# ムラサキミズゴケ
ムラサキミズゴケ(Sphagnum magellanicum)は、南アメリカ大陸の極南や南西部、北アメリカ大陸、ユーラシア大陸の湿ったタイガで広く見られるコケである。英語では、Magellanic bogmoss、Magellan's sphagnum、Magellan's peatmossまたはmidway peat moss等と呼ばれる。

## 記載
葉の全部または一部が赤紫色であり、非常に特徴的である。淡水のボグの底面をクッションやマットのように被覆する。

## 保全
2010年代から、チリ国内のミズゴケ属を含む泥炭が採取され、日本、大韓民国、台湾、アメリカ合衆国等に大規模に輸出され始めた。過剰量の水を吸収し、乾季にそれを放出するミズゴケ属の性質のため、乱獲がチリのフィヨルドへの水供給に与える影響が懸念された。そこで、2018年8月2日にチリ国内でのミズゴケの採取が法律で制限され、2018年以降、チリでは、ピッチフォークやそれに類する器具を用いた手による採取のみが認められることになった。また、特定の地区では、少なくとも30%の被覆を残しておく必要があり、15cm以上の長さの繊維を採取することは禁じられ、収穫後、水面より上に5cm以上を残さなければならない。さらに、同じ区画の収穫まで、ロス・リオス州（40°S）、ロス・ラゴス州（41-43°S）では12年、アイセン・デル・ヘネラル・カルロス・イバニェス・デル・カンポ州（44-48°S）、マガジャネス・イ・デ・ラ・アンタルティカ・チレーナ州（49-56°S）では85年開ける必要がある。
アイスランドでは、この種は2か所でしか見られず、危急種として保全状態にある。